# Friedrich Hartwig
Friedrich Heinrich Johannes Hartwig (* 1832 in Lübeck; † 20. April 1907 ebenda) war ein deutscher Kaufmann und Abgeordneter der Lübecker Bürgerschaft.

## Leben

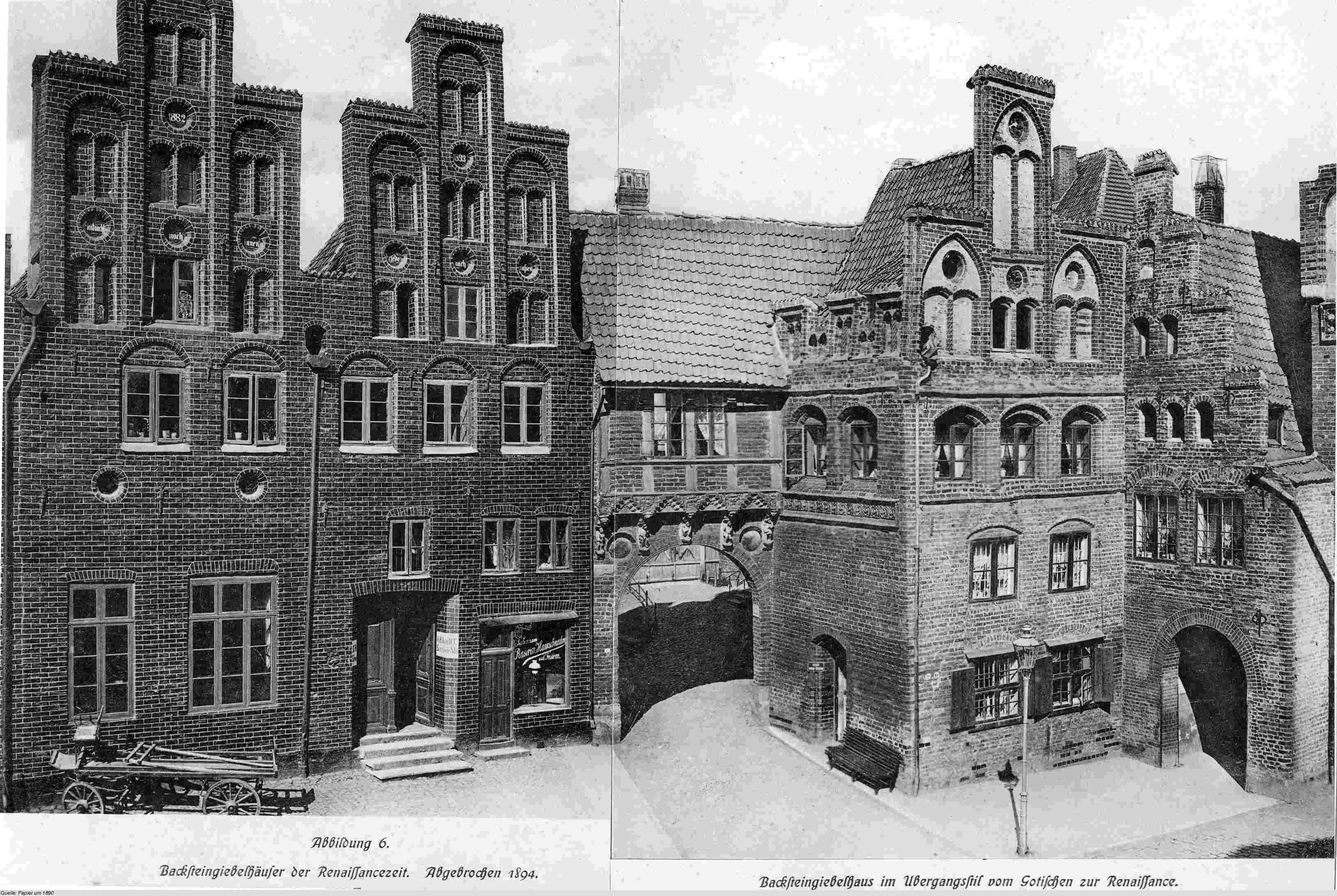
Die Marstallschmiede war die Hausnummer 4 (links im Bild)

Friedrich Hartwig entstammte einer Lübecker Handwerker-Familie. Seine Vorfahren, zuletzt sein Großvater, besaßen die neben dem Burgtor belegene Marstallschmiede gegenüber der Kaiserstraße. 
Nach Abschluss seiner Schulbildung und einer kaufmännischen Lehre übernahm er als 22-Jähriger das von seinem schon verstorbenen Vater am 1. April 1828 gegründete kaufmännische Geschäft in der Großen Burgstraße. Das Unternehmen war ein Großhandel mit Eisenwaren und Kurzwaren; seine Hauptkundschaft kam aus Dänemark.
1879 zog er sich vom Geschäft ins Privatleben zurück und widmete sich seinen zahlreichen Ehrenämtern. Er war seit 1878 Mitglied der Gesellschaft zur Beförderung gemeinnütziger Tätigkeit und der Geographischen Gesellschaft, bürgerlicher Deputierter bei der Rechnungs-Revisions-Deputation, beim Finanzdepartement und bei der Verwaltungsbehörde für städtische Gemeinde-Anstalten, sowie Mitglied der Vorsteherschaften der Spar- und Anleihe-Kasse, des Heiligen-Geist-Hospitals und der Kaufleute-Witwenkasse. In der Verwaltungsbehörde war er verantwortlich für Schuldverschreibungen der Anleihen der Stadtgemeinde Lübeck. 
Er gehörte der Lübecker Bürgerschaft von 1879 bis 1903 an. 
Hartwig war Kirchenvorsteher seiner Pfarrkirche, der Jakobikirche, und deren Deputierter in der Kirchhofs- und Begräbnisbehörde der Freien und Hansestadt Lübeck.